# Eriocaulon barbeyanum
Eriocaulon barbeyanum är en gräsväxtart som beskrevs av Wilhelm Willy Otto Eugen Ruhland. Eriocaulon barbeyanum ingår i släktet Eriocaulon och familjen Eriocaulaceae. IUCN kategoriserar arten globalt som nära hotad. Inga underarter finns listade i Catalogue of Life.